# Mesochorus constrictus
Mesochorus constrictus är en stekelart som beskrevs av Schwenke 2002. Mesochorus constrictus ingår i släktet Mesochorus och familjen brokparasitsteklar. Inga underarter finns listade i Catalogue of Life.